# 雷燦南
雷燦南（1924年8月18日—1944年6月25日），是一位臺灣日治時期出身淡水的反日運動者，遭日本當局刑求死於獄中。

## 生平
雷燦南，生於1924年臺北州淡水郡，父方蓋中國福建泉州人，往來台灣籍泉州經商，甲午戰後福建台灣省割讓，方蓋在戰後入贅淡水雷家義芳糧行，但始終不願更改國籍，為戰後少數維持中國國籍者。雷燦南自幼即受其父中國思想薰陶，矢志回返祖國，曾於日記云：「余之理想要渡海回大陸。」、「將來我要帶爸爸回大陸；母親則留在台灣，讓兩個妹妹祀奉百年。」
雷燦南，原本就讀淡水公學校，1936年轉學到日新公學校，1937年與同組同學李蒼降一起考上臺北州立臺北第二中學校，由於台北二中1936年曾發生「列星會」林水旺等反日思漢運動，雷燦南受其思想感染，常思渡海回大陸施展抱負。
1942年，雷燦南台北二中畢業考入台北高等商業學校本科，為了學習中文雷燦南找到在台北帝大教授中文的徐征學習，因而認識了台北帝大醫學院學生郭琇琮、蔡忠恕等人，當時汪精衛政權派來的交換學生來台交流，學生宿舍位於天水路迪化街一帶的興亞寮，雷燦南、李蒼降經常到興亞寮與交換學生聊天討論時局，並認識了當時就讀台大預科的李薰山、淡水街的牙醫王昶雄。
1944年4月15日，雷燦南剛取得通譯許可，正準備渡海前往中國前夕，當局以研讀漢文、抗日等名義進行大規模搜捕行動。當時李薰山因知道雷燦南與李蒼降都愛看抗日書刊，因此從帝大圖書館偷出一本重慶版蕭乾曾編輯的《清算日本》給雷燦南與李蒼降看，結果李蒼降私下在蘆洲公學校內閱讀，遭到擔任線民的同事檢舉而遭到日本當局逮捕，而郭琇琮、蔡忠恕、雷燦南也因為具有抗日意識而先後遭逮捕。
由於雷燦南堅持反日的立場，遭到日警嚴刑拷問導致精神崩潰，6月9日短暫獲釋，一回到淡水馬上到街上演講，旋即又遭到日警逮捕審訊，6月25日雷燦南遭到刑死獄中。

## 紀念
- 1946年3月10日在淡水戲院舉行「淡水鎮革命先烈追悼籌備會」，並在淡水戲院舉行革命先烈雷燦南氏追悼會[4]。
- 1946年3月24日在淡水國民學校舉行「烈士雷燦南追悼會」，由陳逸松主持 [5]。